# فنازوپیریدین
فنازوپیریدین (به انگلیسی: Phenazopyridine)
رده درمانی: رنگ‌های آزو، ضد درد ادراری
اشکال دارویی: قرص

## موارد مصرف
فنازوپیریدین یک داروی مسکن و ضد درد است.  این دارو برای درمان علائمی نظیر درد و سوزش هنگام ادرار، و زخم و تحریکِ مخاطِ مجاری ادراری تحتانی -برای مدت بسیار کوتاه- مصرف می‌شود. در صورتی که فنازوپیریدین همزمان با یک آنتی بیوتیک تجویز شود، طولِ مصرفِ فنازوپیریدین نباید بیشتر از دو روز باشد. 
در طول مصرف این دارو، بیمار باید مایعات بیشتری بنوشد.

## مکانیسم اثر
این دارو دارای اثر بی‌حس‌کننده و ضددرد موضعی بر روی مخاط مجاری ادراری است. ضد درد ادراری است. یکی از متابولیت های این دارو استامینوفن است.

## عوارض جانبی
تغییر رنگ ادرار به نارنجی متمایل به قرمز (نارنجی پر رنگ)، سرگیجه، سردرد، سوءهاضمه، درد یا کرامپ معده، متهموگلوبینمی، ضعف یا خستگی غیرعادی، زرد شدن چشم‌ها یا پوست، افزایش فشار خون و استفراغ. مصرف با ریسک زیاد برای بیماران فاویسم. فنازوپیریدین دارای رنگ شیمیایی آزو است که بالقوه می تواند سرطان زا باشد هر چند که این امر در مدل های حیوانی هنوز اثبات نشده است. مصرف بیش از حد فنازوپیریدین می تواند منجر به مسمومیت کلیه شود.